# Energia na Iugoslávia

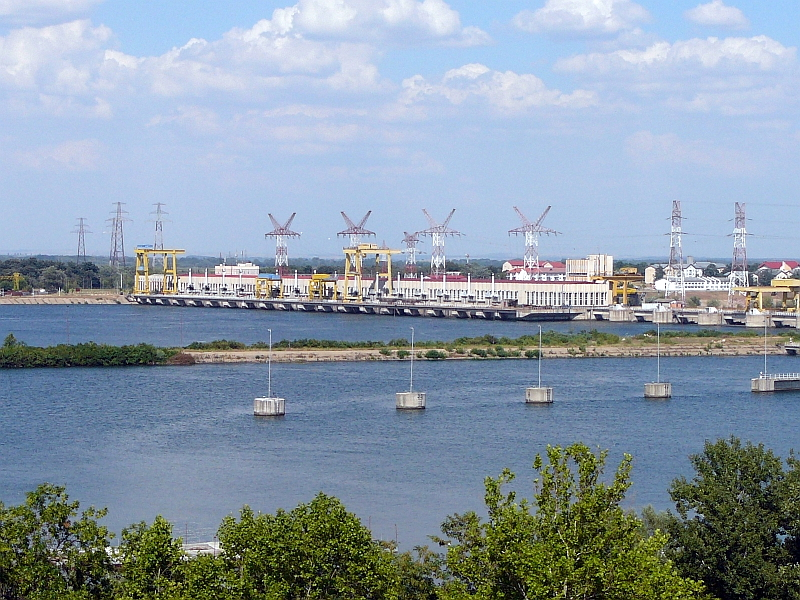
Usina hidrelétrica Đerdap II na fronteira entre Romênia e Sérvia, inaugurada em 1985

A Energia na Iugoslávia refere-se à produção, distribuição e consumo de energia na antiga República Socialista Federativa da Iugoslávia (RSFI), que existiu entre 1945 e 1992. O setor energético desempenhou papel fundamental na industrialização do país, sendo sustentado por fontes como carvão, hidroeletricidade e, em menor escala, petróleo e energia nuclear.

## História

### Período pós-Segunda Guerra Mundial
Após a Segunda Guerra Mundial, a Iugoslávia iniciou um ambicioso processo de reconstrução e industrialização. O setor energético foi priorizado pelo governo socialista sob a liderança de Josip Broz Tito. A infraestrutura elétrica era escassa e fragmentada, e grande parte da população rural ainda vivia sem acesso à eletricidade. 
O Estado implementou planos quinquenais de desenvolvimento, investindo fortemente na construção de usinas hidrelétricas e termelétricas. O modelo de autogestão socialista permitiu certa autonomia das empresas energéticas, mas o planejamento macroeconômico permanecia centralizado. 

### Desenvolvimento das fontes energéticas
Nos anos 1950 e 1960, a Iugoslávia aproveitou seu potencial hidroelétrico, especialmente nas regiões montanhosas da Eslovênia, Croácia e Bósnia e Herzegovina. A construção da usina hidroelétrica de Bajina Bašta, na Sérvia, e da usina de Đerdap I, em parceria com a Romênia no rio Danúbio (inaugurada em 1972), foram marcos importantes. 
O carvão lignito também teve destaque, com grandes jazidas na Bósnia e Sérvia. Usinas termelétricas como Nikola Tesla (perto de Belgrado) foram cruciais para o abastecimento energético. 

### Energia nuclear
A Iugoslávia buscou desenvolver tecnologia nuclear para fins pacíficos, construindo centros de pesquisa como o Instituto "Jožef Stefan" em Ljubljana. Em 1981, entrou em operação a Usina Nuclear de Krško, na atual Eslovênia, em parceria com a Croácia. Foi a única instalação nuclear comercial do país, e permanece em operação até hoje sob administração binacional. 

### Crise e colapso
Nos anos 1980, a Iugoslávia enfrentou crises econômicas agravadas por dívidas externas e crescente instabilidade política. A infraestrutura energética sofreu com a falta de manutenção e investimentos.  A guerra e a dissolução do país na década de 1990 levaram à fragmentação do setor energético em sistemas nacionais distintos nos países sucessores. 

## Estrutura do setor energético
O sistema energético iugoslavo era dominado por empresas estatais organizadas regionalmente, como a Elektroprivreda Srbije (Companhia de Energia Elétrica da Sérvia, EPS), Elektroprivreda Bosne i Hercegovine (Companhia de Energia Elétrica da Bósnia e Herzegovina, EPBiH), entre outras. A coordenação nacional era feita por meio de conselhos federais de energia, mas com forte influência das repúblicas constituintes. 
A matriz energética era composta por:
- Carvão (lignito e marrom): Cerca de 50% da produção de eletricidade. [1]
- Hidroeletricidade: 35%–40% da matriz elétrica. [2]
- Petróleo e gás natural: Importado em sua maior parte, principalmente da União Soviética e depois da Líbia. [5]
- Energia nuclear: Cerca de 5% no final dos anos 1980. [4]

## Legado e impacto
A infraestrutura energética construída durante o período iugoslavo ainda serve como base para os sistemas energéticos dos países que surgiram após sua dissolução. A usina de Krško, por exemplo, continua sendo uma fonte estratégica de energia para a Eslovênia e a Croácia. 
O modelo iugoslavo também influenciou a cooperação energética nos Bálcãs Ocidentais, especialmente em projetos hidrelétricos transfronteiriços e iniciativas de integração de redes elétricas na região. 